# Summit (Oklahoma)
Summit é uma cidade  localizada no estado norte-americano de Oklahoma, no Condado de Muskogee.

## Demografia
Segundo o censo norte-americano de 2000, a sua população era de 226 habitantes.
Em 2006, foi estimada uma população de 232, um aumento de 6 (2.7%).

## Geografia
De acordo com o United States Census Bureau tem uma área de
2,4 km², dos quais 2,4 km² cobertos por terra e 0,0 km² cobertos por água.

## Localidades na vizinhança
O diagrama seguinte representa as localidades num raio de 20 km ao redor de Summit.